# Мак Міллер
Малкольм Джеймс Маккормік (англ. Malcolm James McCormick; 19 січня 1992, Піттсбург, США — 7 вересня 2018, Студіо-Сіті, Лос-Анджелес, США) — американський реп/хіп-хоп-виконавець, композитор, продюсер. Відомий під сценічним ім'ям Мак Міллер (Mac Miller) (раніше Easy Mac). Також, для запису джазових треків, використовував псевдонім Larry Lovestein.

## Біографія
Народився 19 січня 1992 року в родині єврейки та ірландця. Дитинство провів у Пойнт Бризі, що є частиною Піттсбурга, штат Пенсільванія. Почав захоплюватися хіп-хопом у 15-річному віці, випустивши свій перший мікстейп «But My Mackin' ain't Easy» в 2007 році. Умів грати на барабанній установці, піаніно та гітарі.

## Музична кар'єра
Підтримував дружні відносини з такими виконавцями і колективами як: OutKast, Beastie Boys, Lauryn Hill і A Tribe Called Quest. Особливі відносини у репера склалися з іншим репером з Піттсбурга — Wiz Khalifa. За словами Малкольма, крім музики, їх об'єднують і інші інтереси.
22 листопада 2010 року, перший кліп на сингл «Knock Knock» був завантажений на YouTube. До теперішнього часу кліп має 23 мільйони переглядів.
5 липня 2011 року, на своєму YouTube каналі він анонсував свій перший альбом під назвою «Blue Slide Park», і запланував його вихід на кінець 2011 року. Його дебютний альбом «Blue Slide Park» став першим з 1995 року альбомом незалежного репера, який очолив чарти «Billboard».
Найкращим мікстейпом Міллера став «Best Day Ever». Також критики позитивно відгукувалися про треки «Get Up», «Wear My Hat», «Donald Trump», «Best Day Ever» та «All Around The World».
Кліп першого мікстейпу «Donald Trump» на YouTube зібрав майже 102 мільйони переглядів. Трохи пізніше сам Дональд Трамп відкоментував кліп в соціальній мережі Twitter повідомленням: «А кому б не було приємно?».
Пісня зайняла позицію номер 80, а пізніше і 79 місце в Billboard Hot 100. У 2011 році Мак Міллер випустив новий альбомом Blue Slide Park.
У період з 2013—2014, Міллер вживав величезну кількість наркотиків, часто зачинявся будинку, практично не спілкувався з рідними. Підсумок — погане самопочуття, головні болі, набрана вага і вічна депресія, яка затьмарила інші емоції. Саме в такому стані написані «Watching Movies With The Sound Off» і частина «Macadelic». У текстах Мак постійно займався самоаналізом, задавався питанням про сенс життя, звертався до Бога, і розум його немов перебував на межі божевілля, повільно втрачав зв'язок з дійсністю. У 2014 Мак позбувся залежності і повернувся до нормального життя.
Заспівав разом з Аріаною Гранде пісню «The Way», а 28 березня 2013 р. вийшов їхній спільний кліп, при цьому він заробив перший великий гонорар у розмірі 6 мільйонів доларів США. 6 червня 2014 року, спільно із звукозаписною компанією Rostrum Records, випустив міні-альбом під назвою On And On And Beyond, який включав в себе 6 треків. 18 вересня 2015 р. він випустив довгоочікуваний GO: OD A. M, який включив в себе 17 треків. 3 серпня 2018 р. вийшов альбом Swimming.

## Смерть
Помер 7 вересня 2018 року від передозування наркотиками.  

## Фільмографія
У 2013 році зіграв камео у фільмі Дуже страшне кіно 5.

## Дискографія
Студійні альбоми
- 2011 — Blue Slide Park
- 2013 — Watching Movies With The Sound Off
- 2015 — GO:OD AM
- 2016 — The Divine Feminine
- 2018 — Swimming

Міні-альбоми
- 2011 — On and On and Beyond
- 2012 — You

Концертні альбоми
- 2013 — Live from Space

Мікстейп
- 2007 — But My Mackin' Ain’t Easy
- 2009 — The Jukebox: Prelude to Class Clown
- 2009 — The High Life
- 2010 — K.I.D.S
- 2011 — Best Day Ever
- 2011 — I Love Life, Thank You
- 2012 — Macadelic
- 2013 — Run-On Sentences: Vol. 1
- 2013 — Stolen Youth (совместно с Винсом Стейплсом)
- 2013 — Delusional Thomas
- 2014 — Faces
- 2015 — Run-On Sentences: Vol. 2